# Aire d'attraction de Cavaillon
L'aire d'attraction de Cavaillon est un zonage d'étude défini par l'Insee pour caractériser l’influence de la commune de Cavaillon sur les communes environnantes.

## Définition
L'aire d'attraction d'une ville est composée d’un pôle, défini à partir de critères de population et d’emploi ainsi que d’une couronne constituée des communes dont au moins 15 % des actifs travaillent dans le pôle. Le pôle d’attraction constitue ainsi un point de convergence des déplacements domicile-travail,.

## Géographie
L’aire d'attraction de Cavaillon est une aire inter-départementale qui comporte 6 communes : 5 situées en Vaucluse et 1 dans les Bouches-du-Rhône (Plan-d'Orgon). 

### Carte

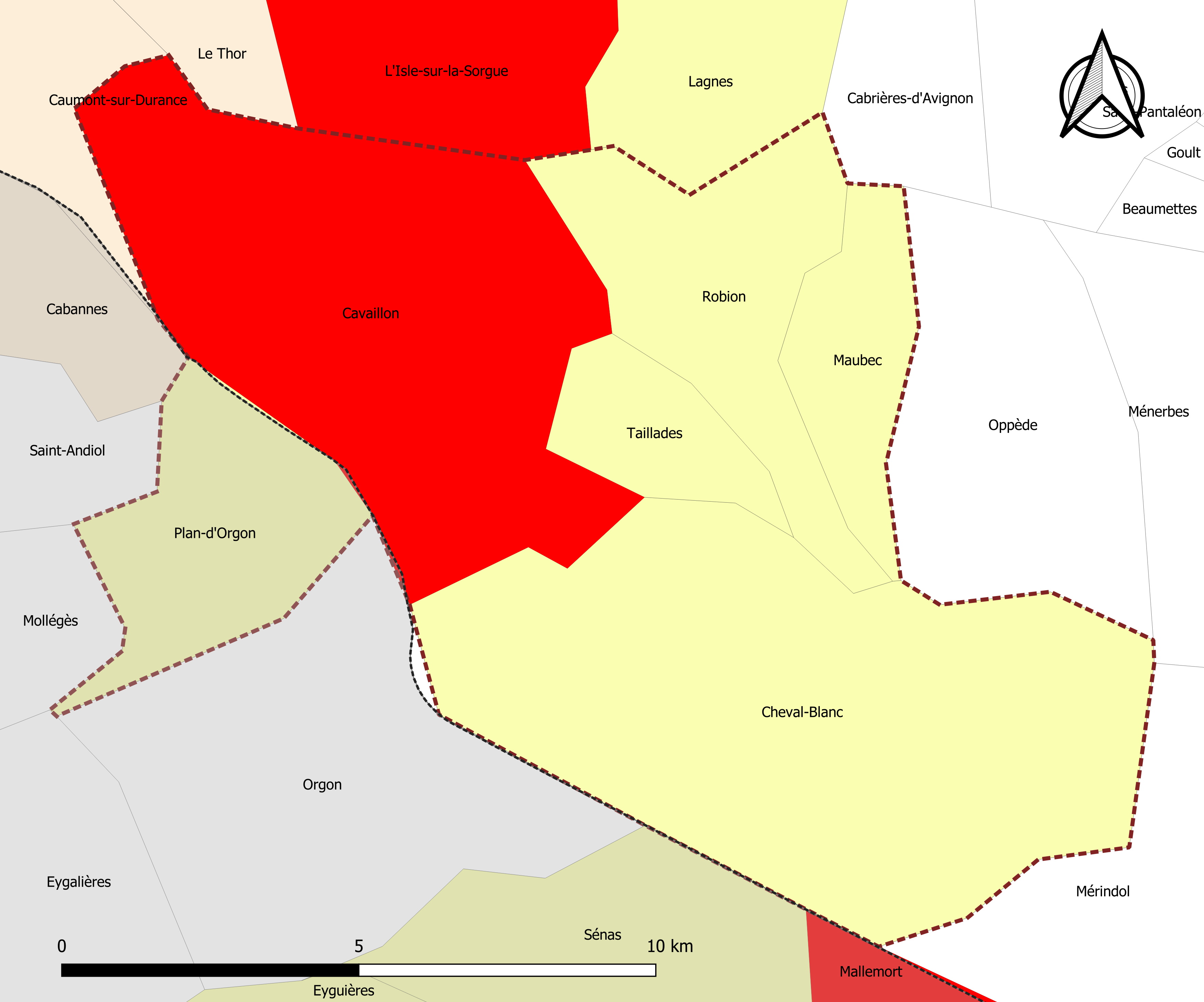
Carte de l'aire d'attraction de Cavaillon.
Commune-centre
Commune de la couronne

### Composition communale
| Nom                        | Code Insee | Département      | Statut                 | Superficie (km2) | Population (dernière pop. légale) | Densité (hab./km2) | Modifier                                    |
| -------------------------- | ---------- | ---------------- | ---------------------- | ---------------- | --------------------------------- | ------------------ | ------------------------------------------- |
| Cavaillon (commune-centre) | 84035      | Vaucluse         | commune-centre         | 45,96            | 25 890 (2022)                     | 563                | modifier les données · modifier les données |
| Plan-d'Orgon               | 13076      | Bouches-du-Rhône | commune de la couronne | 14,94            | 3 562 (2022)                      | 238                | modifier les données · modifier les données |
| Cheval-Blanc               | 84038      | Vaucluse         | commune de la couronne | 58,56            | 4 340 (2022)                      | 74                 | modifier les données · modifier les données |
| Maubec                     | 84071      | Vaucluse         | commune de la couronne | 9,13             | 1 915 (2022)                      | 210                | modifier les données · modifier les données |
| Robion                     | 84099      | Vaucluse         | commune de la couronne | 17,70            | 4 803 (2022)                      | 271                | modifier les données · modifier les données |
| Taillades                  | 84131      | Vaucluse         | commune de la couronne | 6,86             | 1 998 (2022)                      | 291                | modifier les données · modifier les données |

## Démographie
Cette aire est catégorisée dans les aires de moins de 50 000 habitants, une catégorie qui regroupe 12,2 % de la population au niveau national,.